# Мост граффити
«Мост граффити» (англ. Graffiti Bridge) — американский музыкальный фильм-драма 1990 года. Принс был сценаристом и режиссёром фильма, а также сыграл в главной роли. Это была его четвёртая и последняя главная роль в кино. Фильм считается сиквелом к «Пурпурному дождю» 1984 года. Был так же выпущен одноименный альбом-саундтрек Принса.

## Сюжет
В основе сюжета фильма — жизнь Кида, который становится исполнителем и совладельцем клуба «Glam Slam», завещанным ему Билли, который был владельцем клуба First Avenue Club в первом фильме. Одинокий и влюбленный, он все свое время сочиняет песни и пишет письма своему покойному отцу. Другим совладельцем, который был включен в завещание, является Моррис (Моррис Дэй), его соперник, который теперь также владеет своим собственным клубом «Pandemonium», при этом желая получить контроль над двумя другими клубами в районе Seven Corners, а именно «Melody Cool» и «Clinton Club». Моррису нужно заплатить мэру Seven Corners 10 000 долларов, и он пытается вымогать их у Кида, угрожая полностью завладеть клубом «Glam Slam». После этого появляется Аура, ангел, посланный с Небес, чтобы склонить Морриса и Кида к более праведной жизни. В итоге Кид вызывает Морриса на музыкальный поединок за право собственности на «Glam Slam».

## В ролях
- Принс — Кид, владелец клуба «Glam Slam»
- Моррис Дэй — Моррис, совладелец «Glam Slam» и «Pandemonium Club»
- Джером Бентон — Джером, помощник Морриса
- Джилл Джонс — Джилл, девушка Кида
- Мавис Стейплс — Мелоди Кул, владелица Melody Cool Club
- Джордж Клинтон — Джордж, владелец Clinton Club
- Ингрид Чавес — Аура, ангел
- Тевин Кэмпбелл — Тевин, сын Мелоди Кул
- Робин Пауэр — Робин, совладелец Glam Slam и Pandemonium Club, дочь Билли, владельца First Avenue Club в первом фильме
- Рози Гейнс — участница группы Кида NPG

## Производство
По словам Терри Льюиса, фильм изначально был средством продвижения группы The Time, созданной Принсом в Миннеаполисе в 1981 году, но «в конце концов история потерялась, и он стал картиной Принса. Но это было круто. Я думаю, что наши отношения с Принсом сейчас лучше, чем когда-либо, потому что в воздухе витает взаимное уважение … К тому же мы сможем полгода тусоваться за чужой счёт». Моррис Дэй объяснил: «В итоге он стал продолжением „Пурпурного дождя“. В „Пурпурном дожде“ мы были мелкими мошенниками, а теперь мы перешли к большим делам. Мы стали контролировать область под названием Seven Corners (Семь углов), где все подчиняются нам. На самом деле речь идет о соперничестве между нами и Кидом (Принсом), жалким героем, которого мы задирали. Но в конце концов он заполучил девушку и обошёл нас в музыкальном поединке. Он меняет наши сердца и умы и превращает нас в хороших людей, идущих в церковь с песней».

## Приём
Фильм был номинирован на пять премий «Золотая малина», включая «Худший фильм», «Худший актёр» (Принс), «Худший режиссёр» (Принс), «Худший сценарий» (Принс) и «Худшая новая звезда» (Ингрид Чавес).
Несмотря на шумиху в СМИ о том, что он является продолжением успешного фильма «Пурпурного дождя», он оказался провальным как в коммерческом плане, так и в части критики, и был включен в списков худших фильмов 1990 года. В настоящее время фильм имеет рейтинг 19 % на Rotten Tomatoes, основанный на 27 обзорах, со средним рейтингом 3,7 / 10.
Тем не менее, альбом-саундтрек получил широкое признание критиков с яркими отзывами от Пола Эванса из Rolling Stone, Грега Сандоу из Entertainment Weekly и Грега Кота из Chicago Tribune, причем последний заявил, что альбом был «заявлением о любви, грехе, сексе и спасении, который входит в число его лучших работ». В своем обзоре Эванс написал, что «с помощью Моста граффити и прочного сочетания его стилей и интересов, Принс вновь подтверждает свою оригинальность — и делает это с легкостью завоевателя».
В 1991 году Принс сказал: "Это была одна из самых чистых, духовных, вдохновляющих вещей, которую я когда-либо делал. Он был ненасильственным, позитивным и не имел откровенных сексуальных сцен. Может быть, людям понадобится 30 лет, чтобы понять это. Сначала они тоже разгромили «Волшебника Страны Оз»".

## Саундтрек
С фильмом вышел одноимённый альбом, синглы из которого попали в чарты: «Round and Round» и «New Power Generation», а также «Thieves in the Temple». Несмотря на то, что фильм получил вялую реакцию публики, сопутствующий альбом был встречен лучше.
- «Can’t Stop This Feeling I Got»- Принс (инструментальная обработка)
- «New Power Generation» — Принс и New Power Generation (NPG)
- «Release It» — The Time
- «We Can Funk» — Принс с участием Джорджа Клинтона и Рози Гейнс
- «Elephants & Flowers» — Принс
- «Round and Round» — Тевин Кэмпбелл
- «Joy in Repetition» — Принс.
- «Love Machine» — The Time и Элиза Фиорилло
- «Thieves in the Temple» — Принс
- «The Question of U» — Принс
- «Shake!» — The Time
- «Tick, Tick, Bang» — Принс
- «Melody Cool» — Мэвис Стейплз
- «Still Would Stand All Time» — Принс

## Происхождение названия
Название «Мост граффити» происходит от ныне снесенного моста, располагавшегося в Иден-Прери, штат Миннесота. Мост был снесен в начале 1990-х, чтобы освободить место для нового строительства, но до сих пор остается местной легендой.